# Ray Pennington
Ramon Daniel Pennington (Condado de Clay, Kentucky, 22 de diciembre de 1933 – Hendersonville, Tennessee, 7 de octubre de 2020) fue un cantante, compositor y productor discográfico estadounidense, reconocido principalmente por escribir la popular canción "I'm a Ramblin' Man" para Waylon Jennings y Montgomery Gentry y por fundar la discográfica Step One Records.
El músico falleció el 7 de octubre de 2020 durante un incendio en su hogar de Hendersonville, Tennessee. Su esposa Charlotte logró escapar ilesa. Pennington tenía ochenta y seis años.

## Discografía

### Álbumes
Fuente: AllMusic
| Título                                              | Detalles                                      |
| --------------------------------------------------- | --------------------------------------------- |
| Ray Pennington Sings for the Other Woman            | - Lanzamiento: 1970 - Sello: Monument Records |
| Memories                                            | - Lanzamiento: 1984 - Sello: Step One Records |
| Dear Lord, I've Changed (Since I've Been Unchained) | - Lanzamiento: 1988 - Sello: Step One Records |

### In the Swing Shift Band
Fuente: AllMusic
| Título                                | Detalles                                      |
| ------------------------------------- | --------------------------------------------- |
| Swingin' from the 40s Through the 80s | - Lanzamiento: 1984 - Sello: Step One Records |
| In the Mood for Swingin'              | - Lanzamiento: 1986 - Sello: Step One Records |
| Swing & Other Things                  | - Lanzamiento: 1988 - Sello: Step One Records |
| Swingin' Our Way                      | - Lanzamiento: 1990 - Sello: Step One Records |
| Swingin' by Request                   | - Lanzamiento: 1992 - Sello: Step One Records |
| It's All in the Swing                 | - Lanzamiento: 1995 - Sello: Step One Records |
| Goin' Out Swingin'                    | - Lanzamiento: 1997 - Sello: Step One Records |

### Sencillos
Fuente: AllMusic
| Año  | Sencillo                                                 | Posición en listas |
| Año  | Sencillo                                                 | EE. UU. Country    |
| ---- | -------------------------------------------------------- | ------------------ |
| 1966 | "Who's Been Mowing the Lawn (While I Was Gone)"          | 43                 |
| 1967 | "I'm a Ramblin' Man"                                     | 29                 |
| 1967 | "Who's Gonna Walk the Dog (And Put Out the Cat)"         | 65                 |
| 1969 | "What Eva Doesn't Have"                                  | 70                 |
| 1969 | "This Song Don't Care Who Sings It"                      | 69                 |
| 1970 | "You Don't Know Me"                                      | 61                 |
| 1970 | "The Other Woman"                                        | 74                 |
| 1971 | "Bubbles in My Beer"                                     | 68                 |
| 1978 | "She Wanted a Little Bit More"                           | 79                 |
| 1980 | "Haven't I Loved You Somewhere Before" (in Bluestone)    | 79                 |
| 1988 | "(Turn Me Loose and) Let Me Swing" (in Swing Shift Band) | 76                 |